# 七ヶ宿町立関小学校
七ヶ宿町立関小学校（しちかしゅくちょうりつ せきしょうがっこう）は、宮城県刈田郡七ヶ宿町にあった公立小学校である。

## 概要
- 七ヶ宿町役場がある関地区に関小学校がある。主に町の東側が学区である。
- 2014年3月をもって七ヶ宿町立湯原小学校と統合されて、七ヶ宿町立七ヶ宿小学校が開校するため、閉校となった。

## 所在地
- 宮城県刈田郡七ヶ宿町字利津保16の1

## 沿革
- 1873年（明治6年） - 関小学校創立
- 1889年（明治22年） - 七ヶ宿村立七ヶ宿尋常小学校関分教場となる
- 1912年（明治45年） - 七ヶ宿村立関尋常小学校に改称
- 1924年（大正13年）- 関尋常高等小学校に改称
- 1941年（昭和16年） - 学制改革により関国民学校に改称
- 1947年（昭和22年） - 七ヶ宿村立関小学校に改称
- 1957年（昭和32年） - 七ヶ宿町立関小学校に改称
- 1967年（昭和42年） - 渡瀬･追見･横川･滑津各分校を本校に統合、大深沢分校を廃止。
- 1979年（昭和54年） - 長老分校を本校に統合
- 2014年（平成26年） - 閉校

## 卒業後
- 七ヶ宿中学校に進学する。